# Arthur P. Jacobs
Arthur P. Jacobs (7. března 1922 USA – 27. června 1973 USA) byl americký tiskový agent a filmový producent, který stál za vytvořením série Planeta opic a filmů Pan doktor a jeho zvířátka, Sbohem, pane Chips, Zahraj to znovu, Same a Tom Sawyer skrze jeho produkční společnost APJAC Productions.

## Životopis
Arthur P. Jacobs se narodil roku 1922 do židovské rodiny v americkém městě Los Angeles. O otce přišel v roce 1940 během autonehody a o matku roku 1959, která zemřela na rakovinu. Jacobs dokončil studia kinematografie v roce 1942 na Univerzitě Jižní Kalifornie. Svoji kariéru započal jako kurýr roku 1943 ve společnosti Metro-Goldwyn-Mayer. Poté byl povýšen do jejich reklamního oddělení. V roce 1946 přešel do firmy Warner Bros., kde pracoval jako publicista. V roce 1947 opustil Warner Bros. a otevřel si svoji vlastní PR kancelář. Roku 1956 založil The Arthur P. Jacobs Co., Inc.. Jeho klienty byli například Gregory Peck, James Stewart, Judy Garland a Marilyn Monroe.
V roce 1963 založil Jacobs produkční společnost APJAC Productions, která následujícího roku produkovala svůj první film Dolarová manželství, jež vydalo 20th Century Fox. Jacobs byl schopný zajistit financování filmu díky silné smlouvě s Foxem, která zahrnovala obsazení Merlyn Monroe. Kvůli její smrti v roce 1962 ji však musela nahradit Shirley MacLaine. Dolarová manželství se stala jedním z nejvýdělečnějších filmů Foxu za rok 1964 a zajistila tak Jacobosvi financování dalšího projektu Pan doktor a jeho zvířátka. Nicméně se nakonec jednalo o velmi průměrný film, jenž po svém vydání roku 1967 selhal u kritiků i obecenstva. Film Planeta opic z roku 1968 se však stal hitem a následovaly jej čtyři pokračování. Ve stejném roce se oženil s herečkou Natalie Trundy, která si v pokračováních zahrála různé role.
V roce 1973 bylo APJAC Productions přejmenováno na APJAC International. Jacobs produkoval ve spolupráci s Reader's Digest film Tom Sawyer a poté i film Huckleberry Finn. Během jeho produkce, dne 26. června 1973, však náhle zemřel na infarkt. Bylo mu 51 let.
Trundy, která v době manželovi smrti natáčela film Huckleberry Finn, převzala kontrola nad firmou APJAC Productions. Veškerá práva na Planetu opic pak prodala Foxu, aby se mohla zaměřit na jiné projekty.

## Filmografie
- Dolarová manželství (1964)
- Pan doktor a jeho zvířátka (1967)
- Planeta opic (1968)
- Předseda (1969)
- Sbohem, pane Chips (1969)
- Do nitra Planety opic (1970)
- Útěk z Planety opic (1971)
- Dobytí Planety opic (1972)
- Topper Returns (1973)
  - televizní film; výkonný producent
- Tom Sawyer (1973)
- Bitva o Planetu opic (1973)
- Huckleberry Finn (1974)